# Вангажі
Вангажі (латис. Vangazi, нім. Wangasch) — місто в Інчукалнському краю Латвії з 3 778 жителями. Поруч із містом проходить важлива магістраль Рига — Псков. Статус міста з 1991 року. За 3 км від міста протікає ріка Гауя.

## Назва
- Вангажі (латис. Vangaži;  вимова)
- Вангаш (нім. Wangasch)

## Географія
Поруч із містом проходить важлива магістраль Рига — Псков. За 3 км від міста протікає річка Гауя.

## Історія
- Ліфляндська губернія

Статус міста з 1991 року.

## Населення
Національний склад:
- росіяни — 46,5 %
- латиші — 34,7 %
- білоруси — 5,3 %
- українці — 5,3 %
- поляки — 2,7 %
- литовці — 0,7 %
- німці — 0,2 %